# Perclorato de cobre(II)
El perclorato de Cobre(II) es una sal de cobre yácido perclórico. Es un sólido, azul cristalino higroscópico, más conocido en su forma hexahidratada, de formula Cu(ClO4)2·6H2O. Como cualquier perclorato,  es un agente fuertemente oxidante.